# Prix Gascon-Thomas
Créé en 1990 le prix Gascon-Thomas est remis par l'École nationale de théâtre (ÉNT) et est ainsi nommé en hommage à deux des fondateurs de l'institution : Jean Gascon et Powys Thomas, qui furent également parmi les premiers grands professeurs à faire leur marque à l'École. Il est décerné chaque année à un artiste francophone et à un artiste anglophone. Ce prix est honorifique et symbolique. Ceux et celles qui le reçoivent font partie d’un petit groupe d’individus sans lesquels la vie théâtrale canadienne ne serait pas ce qu’elle est aujourd’hui[En quoi ?]
.

## Lauréats
| Année | Lauréat francophone   | Lauréat anglophone  |
| ----- | --------------------- | ------------------- |
| 1990  | Gratien Gélinas       | Joy Coghill         |
| 1991  | Mercedes Palomino     | Herbert Whittaker   |
| 1992  | Michelle Rossignol    | Martha Henry        |
| 1993  | Marcel Sabourin       | Neil Munro          |
| 1994  | Jean-Claude Germain   | Mallory Gilbert     |
| 1995  | Louisette Dussault    | Mavor Moore         |
| 1996  | Jean-Louis Millette   | Diana Leblanc       |
| 1997  | Paul Hébert           | R.H. Thomson        |
| 1998  | Marie-Hélène Falcon   | John Murrell        |
| 1999  | Michel Tremblay       | Christopher Newton  |
| 2000  | Jean-Pierre Ronfard   | Kenneth Welsh       |
| 2001  | Lorraine Pintal       | Ann-Marie MacDonald |
| 2002  | André Brassard        | George F. Walker    |
| 2003  | Robert Lepage         | Tomson Highway      |
| 2004  | Jean-Louis Roux       | Christopher Plummer |
| 2005  | Janine Sutto          | Jackie Maxwell      |
| 2006  | Herménégilde Chiasson | Gordon Pinsent      |
| 2007  | Brigitte Haentjens    | August Schellenberg |
| 2008  | Monique Mercure       | Sharon Pollock      |
| 2009  | Paul Buissonneau      | Sandra Oh           |
| 2010  | Wajdi Mouawad         | Judith Thompson     |
| 2011  | Claude Poissant       | Allan Hawco         |
| 2012  | Dominic Champagne     | Peter Hinton        |
| 2013  | Suzanne Lebeau        | Colm Feore          |